# Энгель, Яаков
Яаков Энгель (род. 17 января 1949) — израильский предприниматель в области добычи полезных ископаемых и недвижимости, владелец компании «ELENILTO» входящей в состав корпорации «ENGELINVEST», миллиардер. Яаков Энгель ведет активную деятельность на территории Африки Европы и Израиля, а в прошлом так же его компании вели проекты в Канаде Германии и в Восточной Европе.

## Биография
Яаков Энгель, уроженец Хорватии, эмигрировал в Израиль со своей семьей в 1951 году, в возрасте двух лет. Во время акклиматизации в новой стране, вместе со своей семьей жил в транзитном лагере Кфар-Хасид. Позже переехал в Хайфу. В возрасте 21 года женившись сначала жил в хижине в транзитном лагере в пригороде Кирьят-Моцкин, а затем переехал в Дению (район в Хайфе), где прожил большую часть своей жизни.
В 1970 году поступил учиться в институт на инженер-механика. После окончания института работал в цементной компании «Pioneer».
После развода с первой женой, женился на Анат Энгель. У Яакова четверо детей. В 2014 году Энгель купил виллу в Рамат а-Шарон, в который был снят реалити-шоу «Бакалавр» и с тех пор, в которой он живёт.

## Предпринимательская деятельность
После громкого дела о проникновении террористов в суд Нагарии и убийстве трех членов семьи Харан в 1979 году, Энгель создал компанию «Далтон», занимающуюся производством защитных дверей и систем домофон, в то время оккупация была в зачаточном состоянии . Через несколько лет он продал компанию, и основал строительную компанию «Angel» начав работать в качестве строительного подрядчика на Севере Израиля.

## Подъём цен на недвижимость
В течение нескольких лет компания «Engel» становится одной из самых крупных строительных компаний базирующихся в Израиле. В начале 90-х годов из за большой волны иммиграции из бывшего СССР, компания войдя в бизнес Девелопмент построила тысячи единиц жилья на периферии.
Через десять лет после создания компании, Энгель начинает сдавать в аренду построенное жилье новым репатриантам под гарантии субсидий государства на аренду для репатриантов. Параллельно с израильской компанией, Яаков Энгель начинает свою деятельность в Восточной Европе. Его компания считалась одним из крупнейших жилых строительных проектов в Восточной Европе и была продана в 2007 году группе «Azorim», принадлежащей хасидскому бизнесмену Шайе Боймелгрину, за 430 млн долларов. До продажи компания «Engel» построила десятки тысяч единиц жилья в Израиле, Румынии, Болгарии, Чехии, Польши, Венгрии и Германии на общую сумму несколько миллиардов долларов. В 1991 году компания «Engel» становится публичной компанией посредством Тель-Авивской биржи ценных бумаг, а другие компании принадлежащие Яакову Энгелю получают статус публичных компаний в Нью-Йорке в 1997 году и в Лондоне в 2005 году.

## Предпринимательство в области добычи
В начале 2000-х годов компании Яакова Энгеля выигрывают тендер, администрации Мисхор Rotem в Негеве по добыче песка. За счёт победы в этом тендере, Энгель становится крупнейшим поставщиком песка в Израиле. Его песчаные карьеры обеспечивают бетонные компании и заводы по всему Израилю с общим объёмом поставок около 2 млн тонн песка в год. В то же время, Энгель, расширяет и укрепляет свою деятельность в области горнодобывающей промышленности. Его компания «ELENILTO» начала изучать возможности для бизнеса в Африке и участвовать в аукционах на горных концессиях. Во втором десятилетии 21-го века, компании «ELENILTO» принадлежат горнодобывающие концессии на железную руду, медь, уголь, тантала, фосфат, никеля, нефти и газа во многих странах по всему Чёрного континента.
В 2010 Компания выиграла международный тендер на концессию по добыче железной руды в шахтах Либерии. Несмотря на огромные прибыли оценкам, Энгель решил продать франшизу за $ 123 млн.